# Fujie Eguchi
Fujie Eguchi (jap. 江口 冨士枝 Eguchi Fujie; * 18. November 1932 in Nagasaki; † 28. Mai 2021 in Kawanishi, Hyōgo) war eine japanische Tischtennisspielerin. In den 1950er Jahren war sie eine der erfolgreichsten Tischtennisspielerinnen und errang insgesamt sechs Weltmeistertitel. Sie dominierte vor allem wegen ihrer großartigen Beinarbeit. Fujie Eguchi spielte Offensiv-Tischtennis mit dem japanischen Penholder-Griff. 1997 wurde sie in die ITTF Hall of Fame aufgenommen.
Später war sie im Tischtennisverband Ōsaka und im japanischen Tischtennisverband tätig, für den sie unter anderem die Damenabteilung leitete.
Fujie Eguchi war ab 1960 verheiratet mit dem Tischtennis-Nationalspieler Yoshio Tomita.

## Erfolge
Tischtennisweltmeisterschaft 1954
- 1. Platz Mannschaft
- 3. Platz Dameneinzel
- 3. Platz Damendoppel (mit Kiiko Watanabe – JPN)
- 2. Platz Mixed (mit Yoshio Tomita)

Tischtennisweltmeisterschaft 1955
- 2. Platz Mannschaft
- 3. Platz Damendoppel (mit Kiiko Watanabe – JPN)

Tischtennisweltmeisterschaft 1956
- 3. Platz Mannschaft
- 3. Platz Dameneinzel
- 2. Platz Damendoppel (mit Kiiko Watanabe – JPN)

Tischtennisweltmeisterschaft 1957
- 1. Platz Mannschaft
- 1. Platz Dameneinzel
- 1. Platz Mixed (mit Ichirō Ogimura)

Tischtennisweltmeisterschaft 1959
- 1. Platz Mannschaft
- 2. Platz Dameneinzel
- 2. Platz Damendoppel (mit Kimiyo Matsuzaki – JPN)
- 1. Platz Mixed (mit Ichirō Ogimura)

Asienspiele 1958
- 1. Platz Mannschaft
- 2. Platz Dameneinzel
- 1. Platz Damendoppel
- 1. Platz Mixed

Nationale japanische Meisterschaften
- 1954 1. Platz Damen Einzel
- 1956 1. Platz Damen Einzel
- 1957 1. Platz Doppel mit Kazuko Yamaizumi

Nationale japanische Hochschulmeisterschaften
- 1952 1. Platz Damen Einzel

## Turnierergebnisse
| Verband | Veranstaltung           | Jahr | Ort       | Land | Einzel     | Doppel        | Mixed         | Team |
| ------- | ----------------------- | ---- | --------- | ---- | ---------- | ------------- | ------------- | ---- |
| JPN     | Asienmeisterschaft TTFA | 1953 | Tokio     | JPN  | letzte 16  | Silber        | Viertelfinale |      |
| JPN     | Asienspiele             | 1958 | Tokio     | JPN  | Halbfinale | Gold          | Gold          | 1    |
| JPN     | Weltmeisterschaft       | 1959 | Dortmund  | FRG  | Silber     | Silber        | Gold          | 1    |
| JPN     | Weltmeisterschaft       | 1957 | Stockholm | SWE  | Gold       | Viertelfinale | Gold          | 1    |
| JPN     | Weltmeisterschaft       | 1956 | Tokio     | JPN  | Halbfinale | Silber        | Viertelfinale | 3    |
| JPN     | Weltmeisterschaft       | 1955 | Utrecht   | NED  | letzte 16  | Halbfinale    | Viertelfinale | 2    |
| JPN     | Weltmeisterschaft       | 1954 | Wembley   | ENG  | Halbfinale | Halbfinale    | Silber        | 1    |